# 東法蘭克王國
东法兰克王国（德語：Ostfrankenreich）是西欧中世纪时期的一个君主制国家，存在时间为843年至962年。

## 建立
843年，法兰克国王虔诚者路易的三個儿子，洛泰爾、日耳曼人路易和禿頭查理簽署《凡爾登條約》，共同瓜分整個法蘭克王國。當中，日耳曼人路易分得了王國東部的領土，建立起一個稱為「東法蘭克王國」的君主制國家。另外，法蘭克王國的剩餘領土則分裂成西法蘭克王國及中法蘭克王國。然而，路易所處的東部領土，是一片被征服不久的日耳曼與波西米亞地區，較其他地方落後。

## 發展
870年，路易與西法蘭克國王禿子查理簽署《墨爾森條約》，瓜分洛泰爾後人所遺留下來的中法蘭克王國領土。這條條約使得東法蘭克王國領土得以擴張，併吞洛林成為之後神聖羅馬帝國的雛型。
雖然東法蘭克王國保存了加洛林王朝的統治，但是當地的文化、經濟及政治相對落後。此外，薩克森、法蘭克尼亞、巴伐利亞及士瓦本四大公國相繼崛起，使得加洛林的王權旁落，大權頓失。另外，當時東法蘭克王國的外患也相當嚴重，有來自東邊的馬扎爾人入侵，以及北歐諾曼人的侵擾，都令東法蘭克王國受到影響，王權不能集中。
899年，國王阿努爾夫病逝，其子孩童路易繼位。由於他年少，因此權力落入美因茲大主教的手上。不久後，路易在911年病死，東法蘭克的加洛林王朝絕嗣。後來，法蘭克尼亞公爵康拉德一世繼位，完全取代加洛林王朝的統治。數年後，康拉德去世，王位輾轉落入薩克森公爵捕鳥者亨利的身上，开始薩克森王朝。在911年起康拉德一世所領導德意志人的國家，廣義稱德意志王國。

## 終結
亨利一世在936年去世後，其子奥托繼位。他力主建立一個得以凌駕於各公國的王權，因此大力鎮壓各公國的叛亂。962年，教宗若望十二世為他加冕，成為「神聖羅馬皇帝」(Romanorum Imperator Augustus)，後世的史學家稱奧托為神聖羅馬帝國的建立者。而東法蘭克王國也正式消亡。

## 國王列表

### 加洛林王朝
| 1 |  | 日耳曼人路易 路德维希二世 德国的路德维希 (Ludwig II der Deutsche) | 加洛林王朝 | 843年8月11日 东法兰克建国 | —                 | 876年8月28日 逝世    | 虔诚者路易的儿子，查理大帝的孙子。                                        |
| 2 |  | 青年路易 路德维希三世 青年路德维希 (Ludwig III der Jüngere)       | 加洛林王朝 | 876年8月28日              | —                 | 882年1月20日 逝世    | 日耳曼人路易的儿子；统治萨克森；自880年起统治巴伐利亚。                   |
| 3 |  | 胖子查理 卡尔三世 胖子卡尔 (Karl III der Dicke)                   | 加洛林王朝 | 876年8月28日              | 881年2月12日 皇帝 | 887年11月11日 被废黜 | 日耳曼人路易的儿子；统治阿勒曼尼亚和拉埃提亚；自882年起统治整个东部王国。 |
| 4 |  | 阿努尔夫 克恩滕的阿努尔夫 (Arnulf von Kärnten)                    | 加洛林王朝 | 887年11月30日             | 896年4月25日 皇帝 | 899年12月8日 逝世    | 卡洛曼的儿子。                                                            |
| 5 |  | 童子路易 路德维希四世 孩童路德维希 (Ludwig IV das Kind)           | 加洛林王朝 | 900年1月21日              | —                 | 911年8月24日 逝世    | 阿努尔夫的儿子。                                                          |

### 康拉丁王朝（英语：Conradines）
| 6 |  | 康拉德一世 (Konrad I) | 康拉丁王朝 | 911年11月10日 | — | 918年12月23日 逝世 | 自906年起为弗兰肯公爵；。 |

### 萨克森王朝
| 7                                                 |  | 亨利一世 海因里希一世 捕鸟者海因里希 (Heinrich I der Vogler) | 萨克森王朝   | 919年4月23日 皇帝 | —                | 936年7月2日 逝世 | 东法兰克国王和萨克森公爵，绰号“捕鸟者”。                 |
| -                                                 |  | 阿努尔夫 恶人阿努尔夫 (Arnulf der Böse, Herzog von Bayern)   | 利奥波丁王朝 | 919年 皇帝        | —                | 921年 被废黜     | 巴伐利亚公爵，绰号“恶人”，亨利一世的对立国王。           |
| 8                                                 |  | 鄂圖一世 鄂圖大帝 (Otto I der Große)                         | 鄂圖王朝     | 936年8月7日 皇帝  | 962年2月2日 皇帝 | 973年5月7日 逝世 | 亨利一世的儿子；东法兰克国王、罗马帝国皇帝和萨克森公爵。 |
| 962年神聖羅馬帝國成立，之後的國王参见德国君主列表 |  |                                                              |              |                   |                  |                  |                                                          |